# Hector Catling
Hector William Catling (* 26. Juni 1924 in London; † 15. Februar 2013 in Langford, West Oxfordshire) war ein britischer Klassischer Archäologe.

## Werdegang
Catling studierte Altertumswissenschaften an der Universität Oxford. Für seine Doktorarbeit über zypriotische Bronzen der Bronzezeit ging er nach Zypern. Hier war er von 1955 bis 1959 am Department of Antiquities tätig. Von 1959 bis 1971 war er wissenschaftlicher Mitarbeiter der Antikenabteilung des Ashmolean Museum in Oxford. Von 1971 bis zu seinem Ruhestand 1989 war er Direktor der British School at Athens.
Neben seinen Forschungen auf Zypern unternahm er vor allem Ausgrabungen in Knossos (North Cemetery), im Menelaion von Sparta und im Heiligtum des Zeus Messapeus in Aphyssou, Tsakona. Er beschäftigte sich auch mit naturwissenschaftlichen Untersuchungen zur Keramikbestimmung und begründete 1973 das archäologisch-naturwissenschaftliche Fitch Laboratory der British School at Athens.
Catling war Ehrendoktor der Universität Athen, Ehrenmitglied der Archäologischen Gesellschaft in Athen, Mitglied der Society of Antiquaries of London und korrespondierendes Mitglied des Deutschen Archäologischen Instituts. 1980 erhielt er den Order of the British Empire, 1989 wurde er Commander of the Order of the British Empire.